# 89e régiment d'artillerie
Pour les articles homonymes, voir 89e régiment.
Le 89e régiment d'artillerie est un régiment d'artillerie de l'Armée française. Pendant la Première Guerre mondiale, il est dénommé 89e régiment d'artillerie lourde à tracteurs (89e RALT). Au début de la Seconde Guerre mondiale, il combat comme 89e régiment d'artillerie divisionnaire (89e RAD).

## Différentes dénominations
- 1916 : création du 89e régiment d'artillerie lourde à tracteurs (89e RALT)
- 1924 : dissous
- 1940 : création du 89e régiment d'artillerie divisionnaire (89e RAD)

## Chefs de corps
Le colonel Tribout commande le 89e RALT pendant toute la Grande guerre.

## Historique des opérations et garnisons du régiment

### Première Guerre mondiale

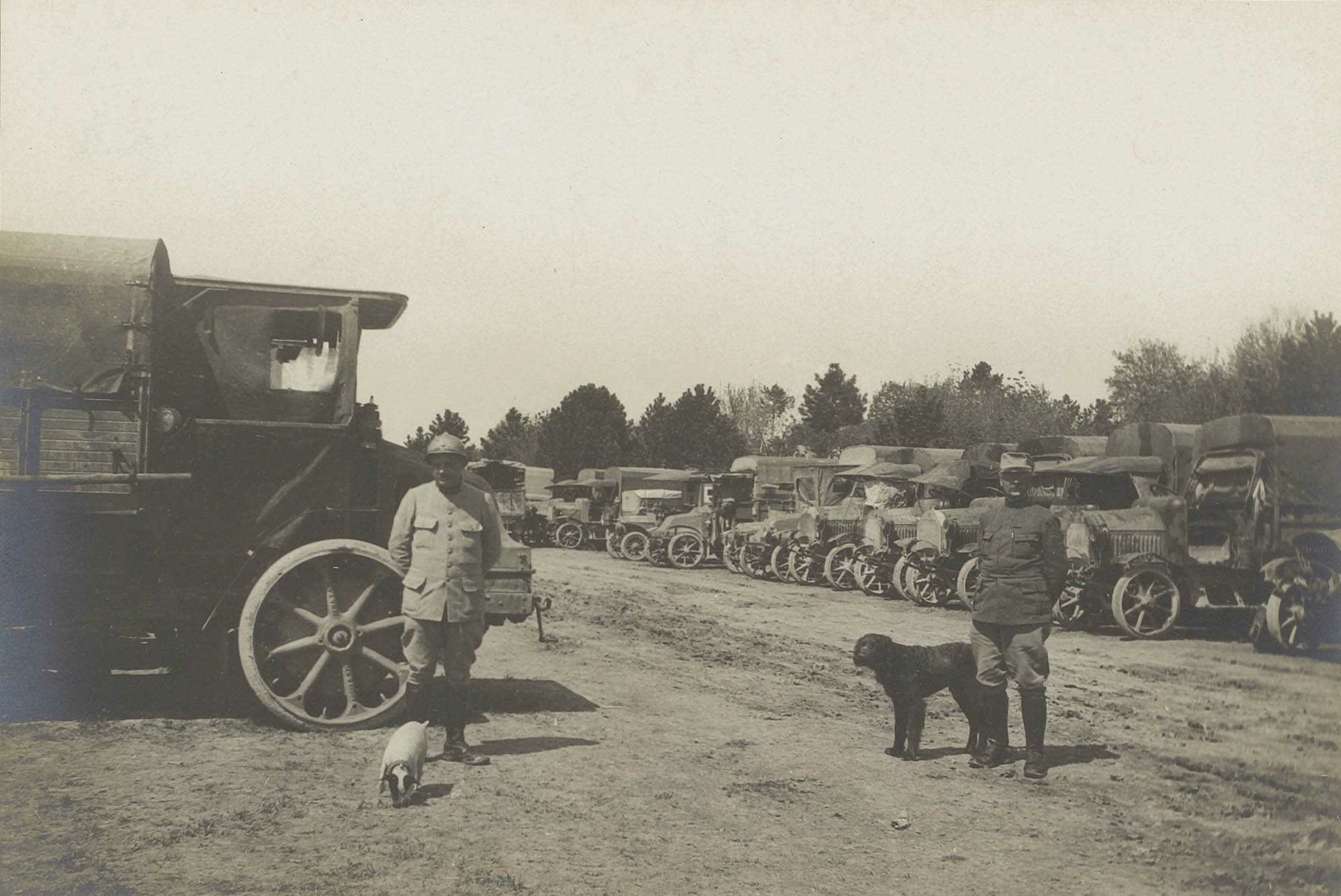
Parc des tracteurs de la 4e batterie du à Vaudemange en mai 1917.

#### 1916
Le 89e RALT est créé en décembre 1916 en région parisienne. 

#### 1917
Il est prêt au combat en mars 1917, avec six groupes avec deux batteries de canons de 155 long de Bange, un état-major et une section de munitions. Le régiment compte également une section de réparations.
Les batteries sont alors numérotées : 1re et 2e au 1er groupe, 3e et 4e au 2e, jusqu'à 11e et 12e au 6e groupe.

#### 1918
Début 1918, les 5e et 6e groupes sont rééquipés avec des canons de 145 long modèle 1916 Saint-Chamond (en).
Le régiment est réorganisé en septembre 1918. Le 2e groupe est dissout et l'organisation devient la suivante , :
- 1er groupe : 1re et 2e batteries (pas de changement) ;
- Groupe A :  21e, 22e et 23e batteries (ex-8e, 7e et 3e batteries) ;
- Groupe B : 24e, 25e et 26e batteries (respectivement ex-4e, 5e et 6e batteries) ;
- Groupe C : 27e, 28e et 29e batteries (ex-4e batterie du 83e RALT et 10e et 9e batteries du 89e) ;
- Groupe D : 30e, 31e et 32e batteries (ex-4e batterie du 84e RALT et 11e et 12e batteries du 89e).

Le groupe D est le seul équipé de canons de 155 long modèle 1917 Schneider, les autres ayant des 155 de Bange.

Insigne des groupes du (peints sur les véhicules)
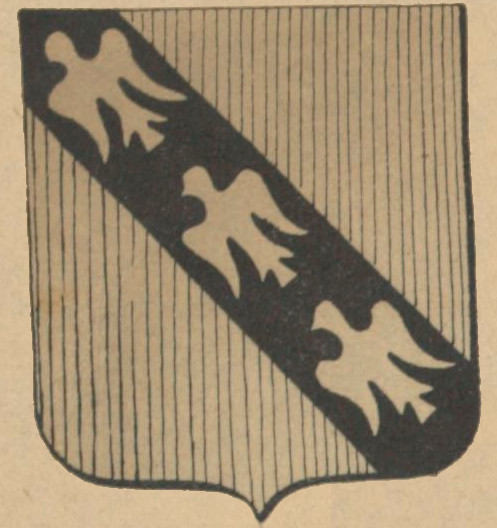
Insigne des groupes du 89e RALT (peints sur les véhicules)
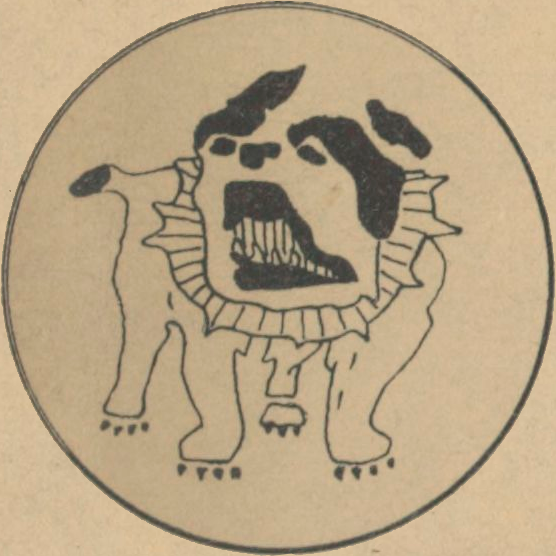
Insigne du 1er groupe.
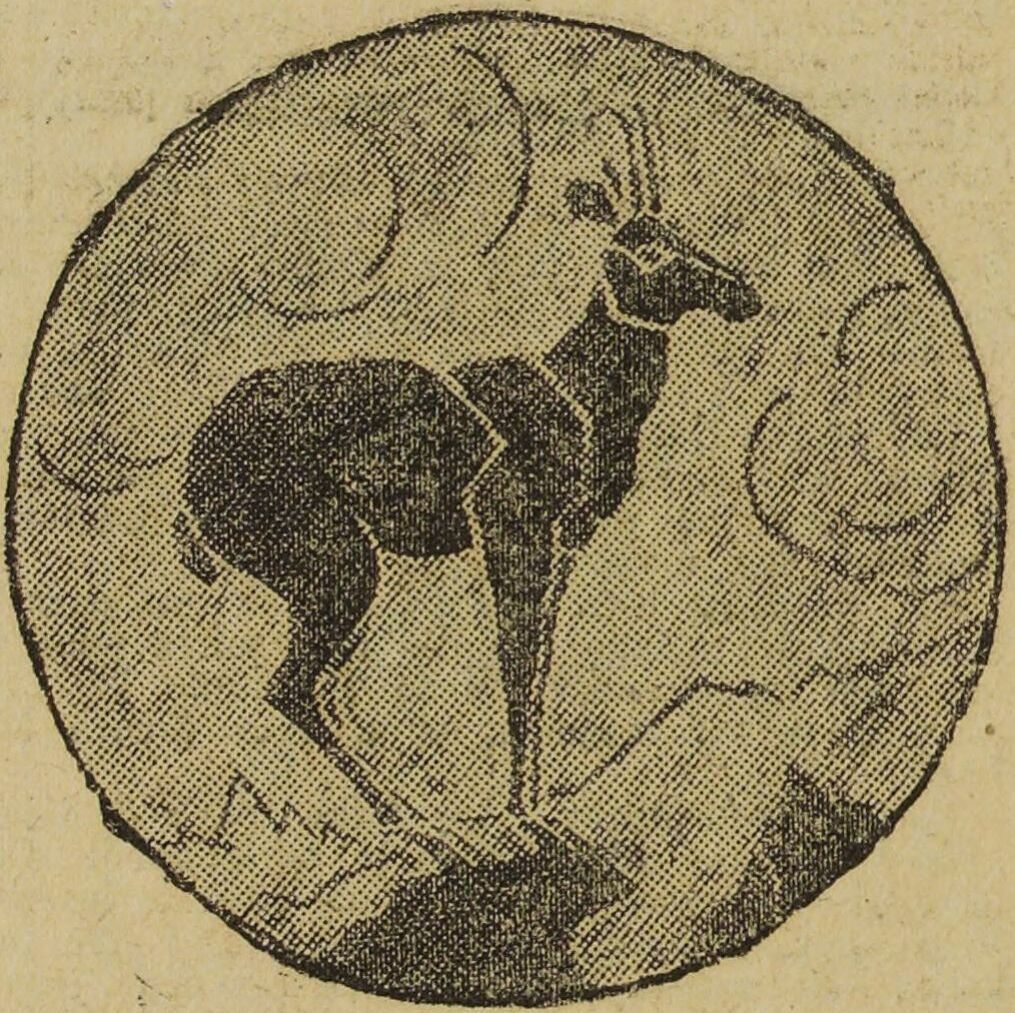
Insigne du groupe A.
- Insigne du groupe B.
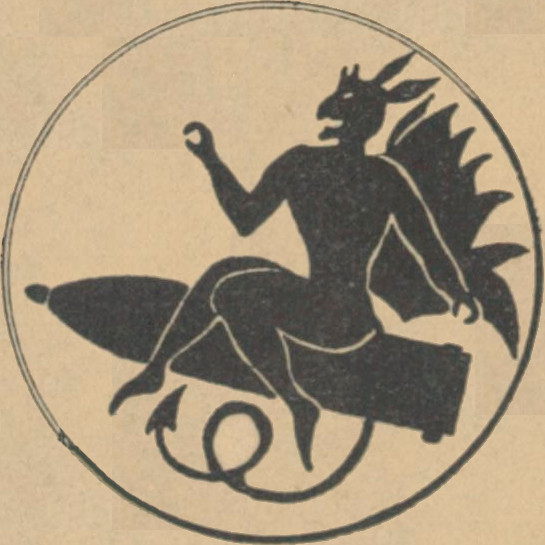
Insigne d'un des groupes.
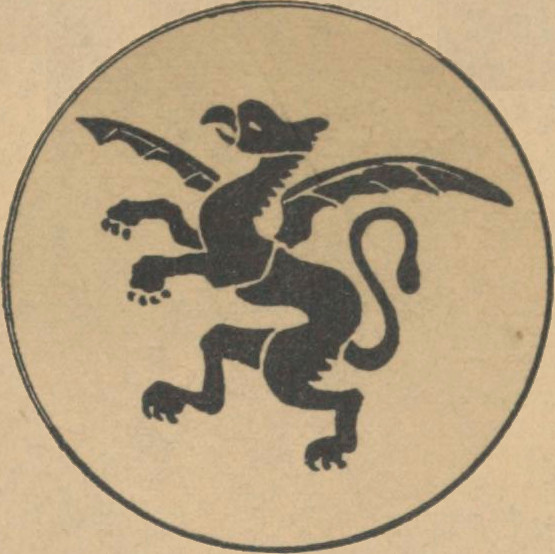
Insigne d'un des groupes.
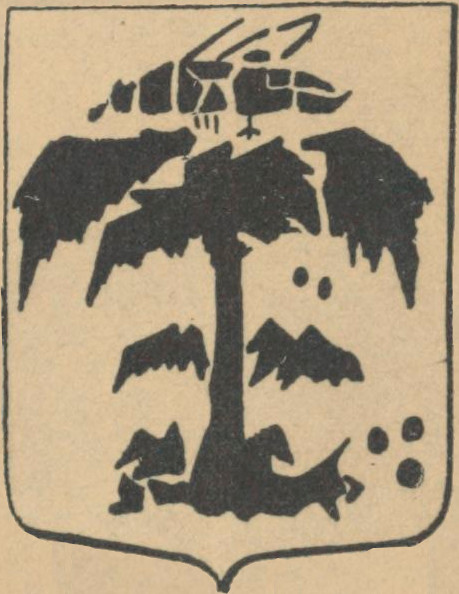
Insigne d'un des groupes.
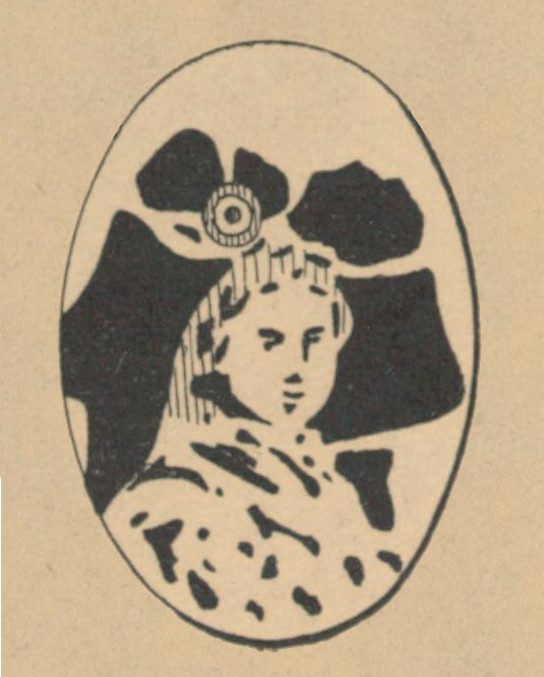
Insigne du groupe des sections de munitions automobiles.
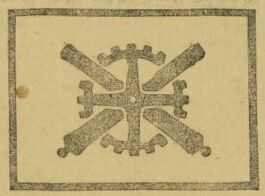
Insigne de la section de réparation.

### Entre-deux-guerres
Ses groupes B et D sont regroupés le 1er juillet 1919 avec le 289e RALT dissous.
Le 1er janvier 1924, le régiment est dissout selon la réorganisation décidée en mai 1923. Il forme, avec le 87e RALT, le 188e RALT à Belfort.

### Seconde Guerre mondiale
Le 89e RAD est recréé le 16 janvier 1940, comme régiment d'artillerie lourde divisionnaire. Il est formé à partir du groupement d'artillerie légère no 89 du groupement littoral nord, c'est-à-dire des XIe groupes des 10e, 22e et 27e RAD (canons de 75). Il est rattaché à la 68e division d'infanterie, avec le 289e régiment d'artillerie lourde divisionnaire. Il est rejoint début mars par une batterie antichar, désigné 10e batterie divisionnaire antichar.
Dans la nuit du 15 mai, son Ier groupe embarque pour Flessingue aux Pays-Bas. Le groupe tire 3 000 obus sur les Allemands qui se regroupent à Walcheren, mais il doit rembarquer et perd tous ses canons et sa cohésion. Le régiment participe à la bataille de Dunkerque. Il fait partie des unités qui défendent le périmètre jusqu'à leur capture, sans pourvoir embarquer.

## Étendard
L'étendard du régiment ne porte aucune inscription :.

## Décorations
Le régiment reçoit le droit de porter la fourragère aux couleurs du ruban de la croix de guerre 1914-1918 en avril 1919.